# Felicidad Moreno
Felicidad Moreno ( Lagartera, Toledo, España 1959) es una pintora contemporánea española. Su pintura englobada en la abstracción, la aborda con grandes formatos. Su obra forma parte de  las más relevantes colecciones de arte españolas. 

## Trayectoria profesional
Felicidad Moreno  inicia su formación artística en la Escuela de Artes y Oficios de Madrid durante los años 1979 y 1980; posteriormente asiste a cursos en la escuela de arte Estudio Soto Mesa de Madrid entre 1980 y 1981 y finalmente en el Círculo de Bellas Artes de Madrid. Tras finalizar su período formativo  comienza su trayectoria como pintora en los años ochenta.
 

Sus primeras obras se enmarcaban en la abstracción geométrica, más tarde, entre 1985 y 1989, comenzó a trabajar en series  metáfora de la dualidad luz-oscuridad, microcosmos, pintura cósmica, espacialismo, evocación infinita de ese mundo galáctico. Su trayectoria no es lineal, da vueltas en torno a diversas constantes plásticas. Expuso su obra realizada en el período de estancia en Londres en la galería la New Gallery de Madrid en el año 2012.  Desde el año 2018 trabaja con la galería de Madrid Galería Rafael Pérez Hernando RPH. En El Cultural, en el año 2013, la crítico Elena Vozmediano define la obra de Morenoː
Microcosmos, pintura cósmica, espacialismo, evocación infinita de ese mundo galáctico que desde siempre ha fascinado a Felicidad Moreno, cuyas obras vemos ahora en Madrid. Una exposición que supone una buena síntesis plástica de sus recientes inquietudes creativas y muestran el interés de la artista por la permanencia indiscutible de la pintura-pintura.

## Exposiciones individuales
2023- Galería Rafael Pérez Hernando de Madrid. 2022  Felicidad Moreno – Streamflow, PULPO GALLERY, Murnau am Staffelsee, Alemania. 2021  Cielos Líquidos, Espacio Cultural Santa Catalina, Santa Catalina de Badajoz, España. 2019  Felicidad Moreno: Solo project, Art Santander 2019, Santander-Cantabria, 2018 Galería Rafael Pérez Hernando. Madrid. 2013 La New Gallery. Madrid. 2009 GE Galería. Monterrey. Méjico. 2007 Museo de Bellas Artes de Santander. Santander. Galería La Nave. Valencia. 2006 Galería Distrito Cu4tro, Madrid. 2006 “Espacio Dinámico”, CAB. Centro de Arte Caja Burgos 2006. “hipnOptico” Museo de Arte Contemporáneo de Castilla y León. MUSAC. 2005 Galeria D’Art Palma XII, Vilafranca del Penedès, Barcelona 2004 Galería Distrito Cu4tro, Madrid 2004 Sala Amós Salvador, Logroño 2003 Galería Espai 292. Galería Senda. Barcelona 2002 Galería Fernando Pradilla, Madrid. 2001 Galería Luis Adelantado. Valencia. 1998 Galería La Nave. Valencia. 1998 Palacio de Abrantes. Universidad de Salamanca. Salamanca. 1997 Galería Salvador Díez. Madrid, 1996 Galería Fernando Latorre. Zaragoza. 1993 Galería Bárcena & Cía. Madrid. 1989 Galería Seiquer. Madrid. 1987 Galería Seiquer. Madrid.

## Premios
1996 Premio ICARO de Artes Plásticas”. Diario 16. Madrid.
2001 Premio Altadis Artes Plásticas 2001. Madrid.
2007 - Premio Nacional de Arte Gráfico Calcografía Nacional. Real Academia de Bellas Artes de San Fernando. Madrid.

## Museos y colecciones
Instituto de la Juventud. Ministerio de Cultura. Madrid. Museo de Álava. Álava. Junta de Extremadura. Badajoz. Colección Banco de España. Madrid. Museo Marugame Hirai. Marugame. Japón Colección Telefónica Publicidad e Información.Madrid. Colección Banco de Bilbao. Colección Argentaria. Madrid. Colección L´Oreal. Madrid. Comunidad Autónoma de Murcia. Murcia. Colección Caja Madrid. Madrid. Colección Arte Contemporáneo “La Caixa”. Barcelona. Colección Caja Burgos, Burgos. Colección Cultural Rioja. La Rioja. Colección Universidad de Salamanca. Salamanca. Colección Altadis. Madrid. Colección Ayuntamiento de Lleida. Lleida. Collecció Testimoni de la Caixa. Barcelona. M.U.S.A.C. Museo de arte Contemporáneo de Castilla y León Colección ARTIUM. Colección Museo Patio Herreriano. Asamblea de Extremadura. Badajoz. Colección AENA. Museo de Torrelaguna. Colección Helga de Alvear. Madrid. Museo de Bellas Artes de Santander. Colección BBVA.